# Woronino (rejon ust-kubiński)
Woronino (ros. Воронино) – wieś w Rosji, w rejonie ust´-kubinskim obwodu wołogodzkiego. W 2010 r. liczyła 11 mieszkańców.